# Hölscher Holz
Hölscher Holz ist der westlichste Ortsteil der Gemeinde Prinzhöfte, die zur Samtgemeinde Harpstedt im niedersächsischen Landkreis Oldenburg gehört.

## Geografie
Hölscher Holz liegt etwa vier Kilometer südwestlich des Kernbereichs von Prinzhöfte und vier Kilometer westlich des Kernbereichs von Harpstedt. Im westlichen Teil des Ortsgebietes liegt das namengebende Waldgebiet Hölscher Holz, das von der Flachsbäke durchflossen wird.
Südwestlich angrenzend liegt das Stadtgebiet von Wildeshausen, im Norden die A 1.

## Geschichte
Die Ansiedlung Hölscherholz wurde 1212 als Holensike urkundlich erwähnt.
Das denkmalgeschützte Forsthaus Hölscherholz als Fachwerkhaus stammt von 1837 und 1910.